# Alexander Kopainski
Alexander Kopainski (* 1996 in Friedrichsthal) ist ein deutscher Grafiker.

## Leben
Kopainski studierte seit 2014 Kommunikationsdesign an der Hochschule der Bildenden Künste Saar in Saarbrücken. Bereits im Kindesalter begann er sich für die Covergestaltung von Büchern zu interessieren und schon parallel zu seinem Studium gestaltete er für Verlage wie Ueberreuter, Verlagsgruppe Oetinger und Drachenmond Buchcover meistens für das Genre Phantastik.

## Auszeichnungen
- 2016: Deutscher Phantastik Preis: Bester Grafiker[1]
- 2017: Deutscher Phantastik Preis: Bester deutschsprachiger Grafiker[2]
- 2019: Deutscher Phantastik Preis: Bester deutschsprachiger Grafiker